# TMEM182
TMEM182 (англ. Transmembrane protein 182) – білок, який кодується однойменним геном, розташованим у людей на короткому плечі 2-ї хромосоми.  Довжина поліпептидного ланцюга білка становить 229 амінокислот, а молекулярна маса — 25 879.
| 10         |  | 20         |  | 30         |  | 40         |  | 50         |
| ---------- |  | ---------- |  | ---------- |  | ---------- |  | ---------- |
| MRLNIAIFFG |  | ALFGALGVLL |  | FLVAFGSDYW |  | LLATEVGRCS |  | GEKNIENVTF |
| HHEGFFWRCW |  | FNGIVEENDS |  | NIWKFWYTNQ |  | PPSKNCTHAY |  | LSPYPFMRGE |
| HNSTSYDSAV |  | IYRGFWAVLM |  | LLGVVAVVIA |  | SFLIICAAPF |  | ASHFLYKAGG |
| GSYIAAGILF |  | SLVVMLYVIW |  | VQAVADMESY |  | RNMKMKDCLD |  | FTPSVLYGWS |
| FFLAPAGIFF |  | SLLAGLLFLV |  | VGWHIQIHH  |  |            |  |            |

A: Аланін

C: Цистеїн

D: Аспарагінова кислота

E: Глутамінова кислота

F: Фенілаланін

G: Гліцин

H: Гістидин

I: Ізолейцин

K: Лізин

L: Лейцин

M: Метіонін

N: Аспарагін

P: Пролін

Q: Глутамін

R: Аргінін

S: Серин

T: Треонін

V: Валін

W: Триптофан

Задіяний у таких біологічних процесах як поліморфізм, альтернативний сплайсинг. 
Локалізований у мембрані.